# Синзієнь (комуна)
Синзієнь, Синзієні (рум. Sânzieni) — комуна у повіті Ковасна в Румунії. До складу комуни входять такі села (дані про населення за 2002 рік):
- Валя-Сяке (628 осіб)
- Кашину-Мік (290 осіб)
- Петрічень (984 особи)
- Синзієнь (2780 осіб) — адміністративний центр комуни

Комуна розташована на відстані 178 км на північ від Бухареста, 33 км на північний схід від Сфинту-Георге, 59 км на північний схід від Брашова.

## Населення
Станом на 1 грудня 2021 року населення складало 4408 осіб. Густота населення — 50,52 особи/км².
За даними перепису населення 2002 року у комуні проживали 4682 особи.
Національний склад населення комуни:
| Національність | Кількість осіб | Відсоток |
| -------------- | -------------- | -------- |
| угорці         | 4648           | 99,3%    |
| румуни         | 27             | 0,6%     |
| чанго          | 3              | 0,1%     |
| цигани         | 2              | < 0,1%   |
| німці          | 2              | < 0,1%   |

Рідною мовою назвали:
| Мова      | Кількість осіб | Відсоток |
| --------- | -------------- | -------- |
| угорська  | 4651           | 99,3%    |
| румунська | 30             | 0,6%     |
| німецька  | 1              | < 0,1%   |

Склад населення комуни за віросповіданням:
| Релігія                                       | Кількість осіб | Відсоток |
| --------------------------------------------- | -------------- | -------- |
| римо-католики                                 | 4566           | 97,5%    |
| реформати                                     | 52             | 1,1%     |
| православні                                   | 26             | 0,6%     |
| унітарії                                      | 3              | 0,1%     |
| греко-католики                                | 1              | < 0,1%   |
| лютерани (Синодально-пресвітеріанська церква) | 1              | < 0,1%   |